# Zell am Ziller
Zell am Ziller este un sat în districtul Schwaz al landului austriac Tirol. Numele său provine de la râul Ziller.

## Facilități sportive
Stațiunea de schi Zillertal s-a format în anul 2000 prin fuziunea stațiunilor de schi din Zell, Gerlos și Königsleiten și este cea mai mare stațiune de schi din valea Ziller. Aici se poate ajunge cu telecabina Rosenalmbahn și, începând din sezonul 2010/2011, cu telecabina Karspitzbahn, a cărui stație din vale este situată în satul Zell. Mai multe companii de transport cu autobuzul operează în Zell am Ziller în timpul sezonului de schi. Atunci când nu există acolo suficientă zăpadă, sunt organizate trasee de schi pe valea Zillerului.